# Charaxes bellus
Charaxes bellus är en fjärilsart som beskrevs av Friedrich Wilhelm Niepelt 1914. Charaxes bellus ingår i släktet Charaxes och familjen praktfjärilar. Inga underarter finns listade i Catalogue of Life.